# Anthony Bannon

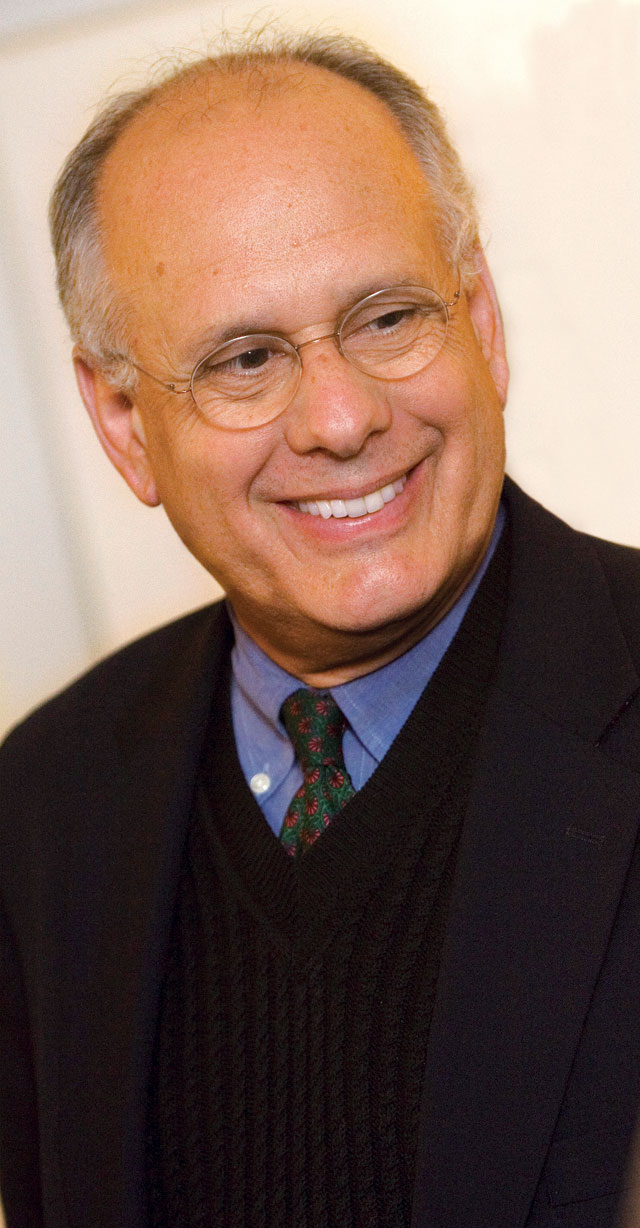
Anthony Bannon

Anthony Bannon (* 6. Dezember 1943 in Hanover, New Hampshire) ist ein US-amerikanischer Kunstkritiker.
Bannon ist der siebte Direktor des George Eastman House, des weltweit ersten Museums für Fotografie und Film, in Rochester, New York. Vor seiner Ernennung im Jahr 1996 war er Direktor der Kulturabteilung am State University of New York College in Buffalo und Direktor des Burchfield Penney Art Center.
Bannon studierte zuerst Biologie und Englisch, konzentrierte sich dann auf Kulturwissenschaften, war auch als Kritiker für verschiedene Medien tätig und hat mehrere Bücher herausgegeben. Sein Buch, Die Foto-Piktorialisten aus Buffalo (The Photo-Pictorialists of Buffalo) gewann den Merit Award der American Photographic Historical Society und sein Essay über die Gehörlosigkeit gewann den Gallaudet University Award. Zu seinen Veröffentlichungen zählen auch Essays über Steve McCurry, Diane Bush, Hiroshi Watanabe und Roger Eberhard.